# ガリー・ネヴィル
ガリー・ネヴィル（Gary Alexander Neville, 1975年2月18日 - ）は、イングランドのグレーター・マンチェスターのベリー出身の元サッカー選手、指導者。元イングランド代表。ポジションはDF (SB) 。
元サッカー選手のフィリップ・ネヴィルは実弟である。父はクリケット選手・サッカー指導者のネヴィル・ネヴィル、妹はネットボール選手のトレイシー・ネヴィルである。引退後は、解説者に転身。イギリスのスポーツ専門チャンネル「Sky Sports」の解説者を務める。

## クラブ経歴

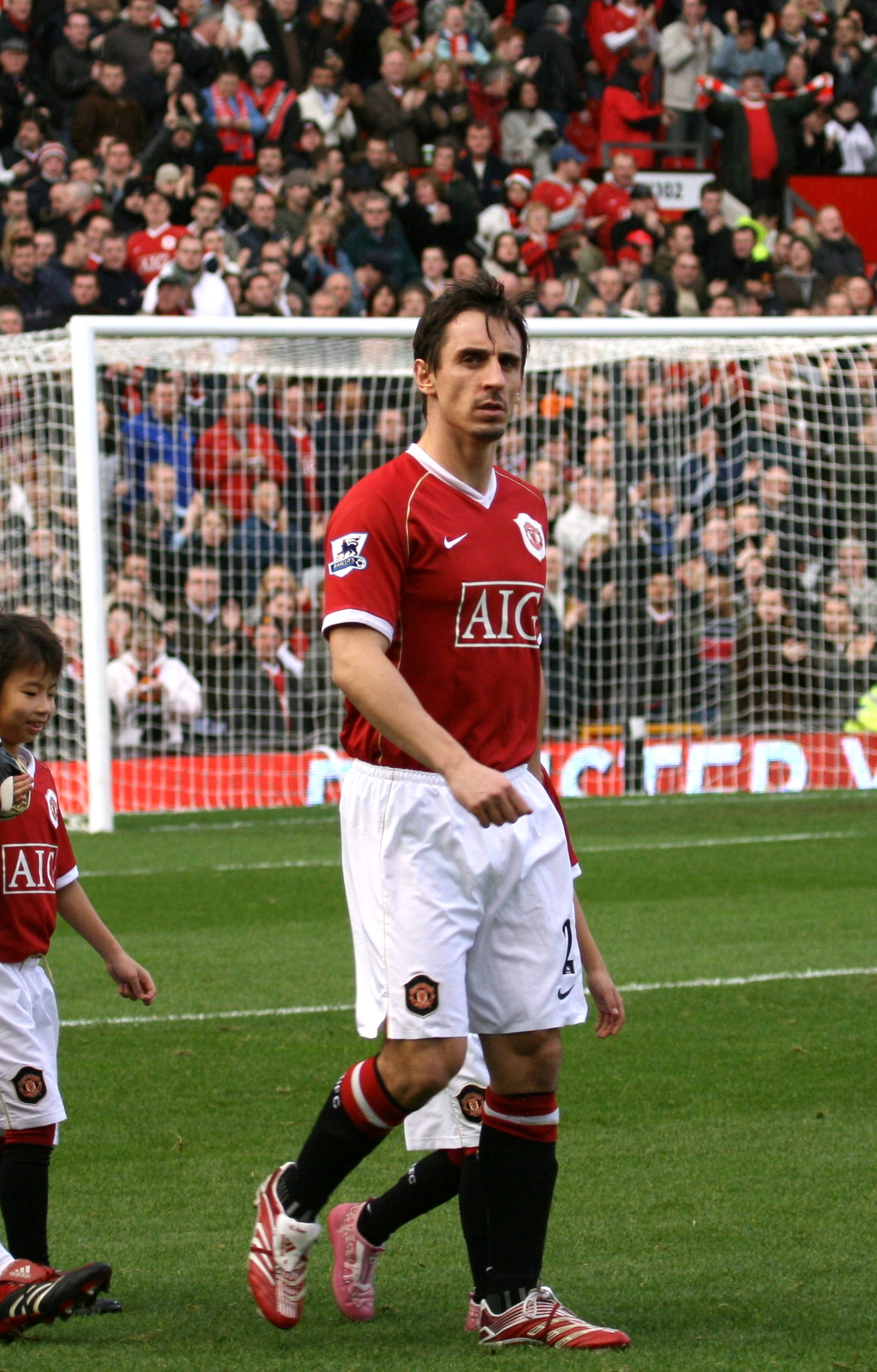
マンチェスター・ユナイテッドでプレイするネヴィル（2006年）

マンチェスター・ユナイテッドのユースアカデミー出身。ユースの同期にデビッド・ベッカムやライアン・ギグス、実弟のフィリップ・ネヴィルやポール・スコールズ、ニッキー・バット等がおり、1990年代中頃から2000年代初頭にかけてマンチェスター・ユナイテッドの黄金期を築いた所謂「ファーギー・ベイブス」の一員である。育成機関で磨きをかけた後の1992-93シーズン、UEFAカップトルペド・モスクワ戦にてプロデビュー。1993-94シーズンにはコヴェントリー戦にてプレミアリーグデビューを果たす。リーグ終盤でのデビューということもあり、このシーズンは1試合の出場に終わったが翌1994-95シーズンには18試合出場、さらに1995-96シーズンより不動のレギュラーとなり、選手として大きく飛躍する。2005-06シーズン途中には、ロイ・キーンの電撃退団を受け、チームのキャプテンに任命される。地元出身者として初のキャプテンとなった。1994-95シーズンにポジションを獲得して以降、常に安定したパフォーマンスを披露し、彼の突出したリーダーシップと普段の生活態度、クラブに忠誠を誓ってきた事等を考えるとネヴィルがキャプテンに任命されたのは、自然な流れであった。チームにとって9回目のプレミアリーグ優勝で、ブライアン・ロブソン、スティーヴ・ブルース、エリック・カントナ、ロイ・キーンに続き、ネヴィルはトロフィーを掲げた5人目のキャプテンになるという、自身長年の夢を実現した。
2007年3月17日、オールド・トラッフォードでのボルトン戦にて試合開始わずか11分で足首じん帯を損傷。13ヶ月ぶりの出場となる2008年4月9日UEFAチャンピオンズリーグ準々決勝セカンドレグASローマ戦で復帰。
2011年2月2日に現役引退を表明した。

## 代表経歴
代表デビューは1995年6月3日に行われたアンブロ・カップの日本戦。弱冠20歳でデビューを飾るとその後EURO1996、1998 FIFAワールドカップなどで活躍、2002 FIFAワールドカップ欧州予選でも7試合に出場し出場権獲得に貢献し、同年2月13日のオランダ戦にて代表50キャップを達成した。
ワールドカップ本大会は大会前の4月レバークーゼン戦にて中足骨を骨折し棒にふったが、怪我が癒えるとすぐに代表復帰を果たしEURO2004、2006 FIFAワールドカップと出場を果たしている。準々決勝のポルトガル戦では、後半7分にデビッド・ベッカムが、右脹脛を痛め途中交代したため、途中からキャプテンマークをつけてプレーした。
その後はケガが続きクラブでもレギュラーを失うが、2009年5月24日に2010年W杯欧州予選のメンバーに選ばれ代表復帰を果たした。85キャップ目を記録した2007年のスペイン戦以来の代表復帰となったが、試合に出場することはなかった。この代表復帰についてイングランド代表元キャプテンのジョン・テリーは「彼の貪欲さを見ることができて素晴らしい気分だ。彼は僕を含めたチームのみんなにとって、素晴らしいお手本なんだ。彼は偉大な選手であり、チームに必要な存在だよ。メンバーから外れたとしても、懸命にプレーして良い動きを見せられれば、復帰できるということをネヴィルは証明してくれたね」と34歳のネヴィルが代表選手として国際舞台に復帰することを喜んだ。

## 引退後
ネヴィルの引退を記念し、5月24日にユナイテッドはオールド・トラッフォードでユヴェントスと親善試合を行った。この試合にはバット、フィル・ネヴィル、ベッカム、スコールズ、ギグスら「ファーギー・ベイブス」が一堂に会した。この試合にはFCバルセロナとのチャンピオンズリーグ決勝を控えるウェイン・ルーニーとギグスも30分間プレーし、ギグスのアシストからルーニーが先制点を決めている。なお試合はシモーネ・ペペとマヌエル・ジャンドナートの得点でユベントスが勝利を収めた。また、8月5日に行われたスコールズの引退試合であるニューヨーク・コスモスとの一戦にも出場した。
引退後は解説業を行っているが、2012年5月にロイ・ホジソン監督率いるイングランド代表のコーチングスタッフに任命された。
2015年12月にスペインのバレンシアCFの監督に2015-16シーズン終了時までの契約で就任したが、成績不振により2016年3月に解任された。なお弟のフィル・ネヴィルは前任監督下でのヌーノ・エスピーリト・サントのコーチングスタッフの一員で、そのまま留任となっている。

## 人物
下部組織からユナイテッド一筋の偉大なキャプテンの1人。強い精神性を持っており、サイドバックでもセンターバックでもDF陣にとって彼の存在感は非常に大きく、監督アレックス・ファーガソンは、長く第一線で活躍し続けた生え抜きの3選手「ギャリー、ライアン、ポールはマンチェスター・ユナイテッドの魂だ」と賞賛している。長年クラブ、代表で右SBを務め、ユースから右サイドでコンビを組むデビッド・ベッカムとの相性は抜群で、ベッカムに「ギャリーは僕の影のような存在。プレーにおいて切っても切れない存在だ」と言わしめている。ベッカムがユナイテッドを退団して1年後に迎えたEURO2004、その後の2006 FIFAワールドカップでも歩調が乱れることはなかった。
また、元マンチェスター・ユナイテッドのアーサー・アルビストンは2008年4月9日UEFAチャンピオンズリーグ準々決勝セカンドレグASローマ戦で13カ月ぶりにネヴィルが復帰した際に「ネヴィルの価値には値段がつけられない。1年半も負傷に悩まされていたけれど、彼がポール・スコールズやライアン・ギグスらと共に積んだ経験は、非常に重要なものだ。まだシーズンの半分が残っている段階で復帰できたのは素晴らしいことだ」と大いに喜んでいる。
しかし一方で2010年1月19日カーリングカップ準決勝のマンチェスター・ユナイテッド対マンチェスター・シティの試合において元マンチェスター・ユナイテッドのカルロス・テベスが古巣に対して2点取った際にテベスに対して中指を立てる行為をするなどシティ戦での問題行為も見受けられる。
また、この試合の前にはテベスに対して『テベスには2500万ポンド(約36億7500万円)の価値はない』などとコメントしている。
引退時に自身の後継者にブラジル人右SBのラファエウを指名した。

## 個人成績
| 所属クラブ        | シーズン | 背番号 | リーグ | リーグ | FAカップ | FAカップ | リーグカップ | リーグカップ | CL     | CL   | その他 | その他 | 期間通算 | 期間通算 |
| 所属クラブ        | シーズン | 背番号 | 出場数 | 得点   | 出場数   | 得点     | 出場数       | 得点         | 出場数 | 得点 | 出場数 | 得点   | 出場数   | 得点     |
| ----------------- | -------- | ------ | ------ | ------ | -------- | -------- | ------------ | ------------ | ------ | ---- | ------ | ------ | -------- | -------- |
| マンチェスター・U | 1992-93  |        | 0      | 0      | 0        | 0        | 0            | 0            | 1      | 0    | 0      | 0      | 1        | 0        |
| マンチェスター・U | 1993-94  | 27     | 1      | 0      | 0        | 0        | 0            | 0            | 1      | 0    | 0      | 0      | 2        | 0        |
| マンチェスター・U | 1994-95  | 27     | 18     | 0      | 4        | 0        | 3            | 0            | 2      | 0    | 0      | 0      | 27       | 0        |
| マンチェスター・U | 1995-96  | 20     | 31     | 0      | 6        | 0        | 1            | 0            | 1      | 0    | 0      | 0      | 39       | 0        |
| マンチェスター・U | 1996-97  | 2      | 31     | 1      | 3        | 0        | 1            | 0            | 10     | 0    | 1      | 0      | 46       | 1        |
| マンチェスター・U | 1997-98  | 2      | 34     | 0      | 3        | 0        | 0            | 0            | 8      | 0    | 0      | 0      | 45       | 0        |
| マンチェスター・U | 1998-99  | 2      | 34     | 1      | 7        | 0        | 0            | 0            | 12     | 0    | 1      | 0      | 54       | 1        |
| マンチェスター・U | 1999-00  | 2      | 22     | 0      | –        | –        | 0            | 0            | 9      | 0    | 4      | 0      | 35       | 0        |
| マンチェスター・U | 2000-01  | 2      | 32     | 1      | 2        | 0        | 0            | 0            | 14     | 0    | 1      | 0      | 49       | 1        |
| マンチェスター・U | 2001-02  | 2      | 34     | 0      | 2        | 0        | 0            | 0            | 14     | 0    | 1      | 0      | 51       | 0        |
| マンチェスター・U | 2002-03  | 2      | 26     | 0      | 3        | 0        | 5            | 0            | 10     | 1    | 0      | 0      | 44       | 1        |
| マンチェスター・U | 2003-04  | 2      | 30     | 2      | 4        | 0        | 1            | 0            | 7      | 0    | 0      | 0      | 42       | 2        |
| マンチェスター・U | 2004-05  | 2      | 22     | 0      | 4        | 0        | 1            | 0            | 7      | 1    | 1      | 0      | 35       | 1        |
| マンチェスター・U | 2005-06  | 2      | 25     | 0      | 3        | 0        | 5            | 0            | 4      | 0    | 0      | 0      | 37       | 0        |
| マンチェスター・U | 2006-07  | 2      | 24     | 0      | 3        | 0        | 0            | 0            | 6      | 0    | 0      | 0      | 33       | 0        |
| マンチェスター・U | 2007-08  | 2      | 0      | 0      | 0        | 0        | 0            | 0            | 1      | 0    | 0      | 0      | 1        | 0        |
| マンチェスター・U | 2008-09  | 2      | 16     | 0      | 2        | 0        | 3            | 0            | 4      | 0    | 4      | 0      | 29       | 0        |
| マンチェスター・U | 2009-10  | 2      | 6      | 0      | 1        | 0        | 3            | 0            | 4      | 0    | 0      | 0      | 14       | 0        |
| マンチェスター・U | 2010-11  | 2      | 3      | 0      | 0        | 0        | 1            | 0            | 0      | 0    | 0      | 0      | 4        | 0        |
| 期間通算          | 期間通算 |        | 400    | 5      | 47       | 0        | 25           | 0            | 117    | 2    | 13     | 0      | 602      | 7        |

1. ↑  1995-96シーズンはUEFAカップ。
2. ↑  その他とはコミュニティーシールド, UEFAスーパーカップ, インターコンチネンタルカップ, FIFAクラブワールドカップのこと。

## 代表歴

### 出場大会
- イングランド代表
  - 1998 FIFAワールドカップ
  - 2006 FIFAワールドカップ

### 試合数
- 国際Aマッチ 85試合 0得点（1995年-2007年）[12]

| イングランド代表 | 国際Aマッチ | 国際Aマッチ |
| 年               | 出場        | 得点        |
| ---------------- | ----------- | ----------- |
| 1995             | 6           | 0           |
| 1996             | 10          | 0           |
| 1997             | 7           | 0           |
| 1998             | 8           | 0           |
| 1999             | 3           | 0           |
| 2000             | 7           | 0           |
| 2001             | 8           | 0           |
| 2002             | 5           | 0           |
| 2003             | 7           | 0           |
| 2004             | 12          | 0           |
| 2005             | 4           | 0           |
| 2006             | 7           | 0           |
| 2007             | 1           | 0           |
| 通算             | 85          | 0           |

## 監督成績
2016年3月30日現在
| クラブ     | 国           | 就任          | 退任          | 記録 | 記録 | 記録 | 記録 | 記録   | 記録 | 記録 | 記録   |
| クラブ     | 国           | 就任          | 退任          | 試合 | 勝   | 分   | 負   | 勝率 % | 得点 | 失点 | 得失点 |
| ---------- | ------------ | ------------- | ------------- | ---- | ---- | ---- | ---- | ------ | ---- | ---- | ------ |
| バレンシア | スペインの旗 | 2015年12月2日 | 2016年3月30日 | 28   | 10   | 7    | 11   | 035.71 | 39   | 38   | +1     |
| 通算       | 通算         | 通算          | 通算          | 28   | 10   | 7    | 11   | 035.71 | 39   | 38   | +1     |

## 獲得タイトル

### 選手

#### クラブ
マンチェスター・ユナイテッド
- プレミアリーグ : 10回 (1993-94, 1995-96, 1996-97, 1998-99, 1999-00, 2000-01, 2002-03, 2006-07, 2007-08, 2008-09)
- FAカップ : 3回 (1995-96, 1998-99, 2003-04)
- フットボールリーグカップ : 2回 (2006, 2010)
- コミュニティーシールド : 3回 (1996, 1997, 2008)
- UEFAチャンピオンズリーグ : 2回 (1998-99, 2007-08)
- インターコンチネンタルカップ : 1回 (1999)
- FIFAクラブワールドカップ : 1回 (2008)

#### 個人
- PFA年間ベストイレブン : 1997, 1998, 1999, 2005, 2007 (c)
- プレミアリーグ10周年記念ベストイレブン (1993-2003) : 2003

## エピソード
- 父親はクリケット選手で、名前はネヴィル・ネヴィル（Neville Neville）。2013年に46歳の女性に対し性的暴行を行った疑いで起訴された[13]。
- イングランド代表では得点を挙げたことがなく、ゴールキーパー以外の選手における無得点記録を保持している。また、弟のフィル・ネヴィルとともに、兄弟でのイングランド代表出場数記録も保持している。
- デビッド・ベッカムは「G・ネヴィルなら妻と裸で2人きりにさせても心配ない」と口にするほど、親友として信頼している。ベッカムとビクトリアの結婚式ではネヴィルが新郎の仲介役を務めている。
- チームメイトのアンデルソンにジャケットのポケットにネズミを仕込まれる悪戯をされ、これには当然激怒したらしい。
- イタズラ好きで有名なリオ・ファーディナンドに2006年のFIFAワールドカップ前にイングランドで放映された「リオ・ファーディナンド がチームメイトにどっきりを仕掛ける」シリーズで企画の餌食になったことがある。
- 2006年1月オールド・トラッフォードでのリヴァプールFC戦で、試合終盤にリオ・ファーディナンドが決勝ゴールを決めた後クラブロゴをつかんで喜ぶネヴィルの姿がFAから不適切な行為と判断され、5,000ポンドの罰金処分を課せられている。この件に対してネヴィルは「優しく微笑んで、ハーフウエーラインまで走って戻れとでも言いたいの? サッカー選手には公明正大でいてほしいと望んでいるようだけど、そんなロボットみたいな選手の試合を皆が望んでいるの?」とコメントしている。
- EURO2008予選のクロアチア戦でポール・ロビンソンがガリー・ネヴィルのバックパスを蹴ろうとしたところ空振りしてしまい、ボールはそのまま無人のゴールに転がっていった。スローで見るとロビンソンがボールを蹴る瞬間にイレギュラーバウンドしているのがわかる。記録上、ネヴィルのオウンゴールとなってしまった。プレスをかけられていたとはいえ通常、GKへのパスはこのような事態に備えてゴールの枠を外すのが鉄則でありそれを怠ったネヴィルも若干軽率であった事は否めない。
- 現在、イギリス・プロサッカー選手協会のマネージメント委員会に所属している。
- 2007年6月16日にマンチェスターの教会でエマ・ハドフィールドと結婚式を挙げた。挙式費用は100万ポンド(約2億5,000万円)。また、式には実弟のフィリップ・ネヴィルや、チームメイトであるウェイン・ルーニーとコリーン・マクローリン夫人、元マンチェスター・ユナイテッド主将のブライアン・ロブソン、ユース時代からの親友であるライアン・ギグスやポール・スコールズが招待された。2009年1月11日には第一子となる娘モリーが誕生している。
- プリズン・ブレイクシリーズのT-bag役で出演中の俳優ロバート・ネッパー似であることでも知られる。
- 2009年5月、ライアン・ギグスが選ぶ、チーム歴代ベストイレブンに右サイドバックとして選出された。